# علی‌حسین (چگنی)
علی‌حسین روستایی از توابع بخش ویسیان شهرستان چگنی در استان لرستان ایران است.

## جمعیت
این روستا در دهستان ویسیان قرار دارد و براساس سرشماری مرکز آمار ایران در سال ۱۳۸۵، جمعیت آن زیر سه خانوار بوده‌است.